# جيسي جيمس (ممثل)
جيسي جيمس (بالإنجليزية: Jesse James)‏ هو ممثل أمريكي، ولد في 14 سبتمبر 1989 ببالم سبرينغس في الولايات المتحدة.

## أعمال

### أفلام
- (1997) أفضل ما يمكن حصوله
- (2001) بيرل هاربر[2][3][4]
- (2004) تأثير الفراشة[5]
- (2005) رعب إيميتيفيل[6]
- (2008) جمبر[7]

### مسلسلات
- آنجل
- الطبيب الجيد
- جوال تكساس ووكر
- ذا منتاليست
- رجال ماد
- فيرونيكا مارس

## وصلات خارجية
- جيسي جيمس على موقع IMDb (الإنجليزية)
- جيسي جيمس على موقع ألو سيني (الفرنسية)
- جيسي جيمس على موقع أول موفي (الإنجليزية)
- جيسي جيمس على موقع قاعدة بيانات الأفلام السويدية (السويدية)
- جيسي جيمس على موقع قاعدة بيانات الفيلم (الإنجليزية)
- جيسي جيمس على موقع كينوبويسك (الروسية)